# Aenictus mauritanicus
Aenictus mauritanicus är en myrart som beskrevs av Santschi 1910. Aenictus mauritanicus ingår i släktet Aenictus och familjen myror. Inga underarter finns listade i Catalogue of Life.